# Fårösund
För andra betydelser, se Fårösund (olika betydelser).
Fårösund är den nordligaste tätorten i Gotlands kommun i Gotlands län, belägen cirka 56 kilometer norr om Visby. Fårösund ligger vid havet med utsikt mot Fårö och är välbesökt av turister på sommaren, men ett lugnt och stilla samhälle under hösten, vintern och våren. Från Fårösund utgår Fåröfärjan, den enda förbindelsen mellan Fårö och det gotländska "fastlandet". Fårösund är också namnet på sundet mellan "fastlandet" och Fårö.

## Historia
Under Krimkriget hade västmakternas flottor sin Östersjöstation i Fårösund. Redan 1712 hade till försvar av södra inloppet 
till Fårösund byggts ett batteri på södra stranden mitt emot Skarvgrundet och ett blockhus för två stycken 8-pundiga kanoner längre ut på Bungenäs. Efter freden 1721 fick dessa befästningar förfalla. Först 1818 påpekades det från militärt håll, och flera gånger därefter, betydelsen av Fårösund som bland annat örlogshamn. År 1885, då krig mellan Ryssland och England befarades, gällde det att genom anordning av minspärrning och batterier göra Fårösund till krigshamn, varigenom det nu skulle antydas, att Sverige i olikhet mot 1854–1856, ämnade med allvar upprätthålla sin neutralitet. Under våren byggdes därför i största hast ett batteri vid Fårösunds södra gatt för sju stycken 12 cm framladdningskanoner i flottans "fyrarullalådor"; andra kanoner stod nämligen inte till buds. Sedermera byggdes ett dylikt, men något mindre batteri vid norra gattet, och slutligen anlades ett tredje batteri för grövre pjäser sydost om det första. Åren 1900 till 1902 ombyggdes de två första batterierna samt försågs med modernare bestyckning. Sedan 1905 fanns ett kustartilleridetachemang från Vaxholms kustartilleriregemente (KA 1) förlagt till Fårösund, där 1902–1906 ett kasernetablissemang för detsamma uppförts. Försvarspositionen vid Fårösund benämnes från och med 1905 Fårösunds kustposition.
Genom att Gotlands kustartilleriförsvar med Gotlands kustartillerikår (KA 3) etablerades 1937 påbörjades ett uppsving för orten, med bland annat ett eget skeppsvarv. Förbandet som till sist fick namnet Gotlands kustartilleriregemente lades ned 2000. I dag är det gamla regementsområdet civilt och används av många företag som startat sedan regementet lades ned. År 2018 köpte Fortifikationsverket tillbaka den marina hamnen där skeppsvarvet tidigare låg.

### Befolkningsutveckling
| Befolkningsutvecklingen i Fårösund 1950–2020 | Befolkningsutvecklingen i Fårösund 1950–2020 | Befolkningsutvecklingen i Fårösund 1950–2020 | Befolkningsutvecklingen i Fårösund 1950–2020 | Befolkningsutvecklingen i Fårösund 1950–2020 |
| -------------------------------------------- | -------------------------------------------- | -------------------------------------------- | -------------------------------------------- | -------------------------------------------- |
|                                              |                                              |                                              |                                              |                                              |
| År                                           |                                              |                                              | Folkmängd                                    | Areal (ha)                                   |
| 1950                                         | 1950                                         |                                              | 1 131                                        |                                              |
| 1960                                         | 1960                                         |                                              | 1 210                                        |                                              |
| 1965                                         | 1965                                         |                                              | 1 188                                        |                                              |
| 1970                                         | 1970                                         |                                              | 1 058                                        |                                              |
| 1975                                         | 1975                                         |                                              | 1 063                                        |                                              |
| 1980                                         | 1980                                         |                                              | 1 007                                        |                                              |
| 1990                                         | 1990                                         |                                              | 925                                          | 284                                          |
| 1995                                         | 1995                                         |                                              | 881                                          | 284                                          |
| 2000                                         | 2000                                         |                                              | 816                                          | 284                                          |
| 2005                                         | 2005                                         |                                              | 862                                          | 284                                          |
| 2010                                         | 2010                                         |                                              | 816                                          | 289                                          |
| 2015                                         | 2015                                         |                                              | 829                                          | 285                                          |
| 2020                                         | 2020                                         |                                              | 815                                          | 245                                          |
|                                              |                                              |                                              |                                              |                                              |

## Personer från Fårösund
- Mattias Sunneborn, friidrott
- Anton Stuxberg, zoolog

## Fotogalleri

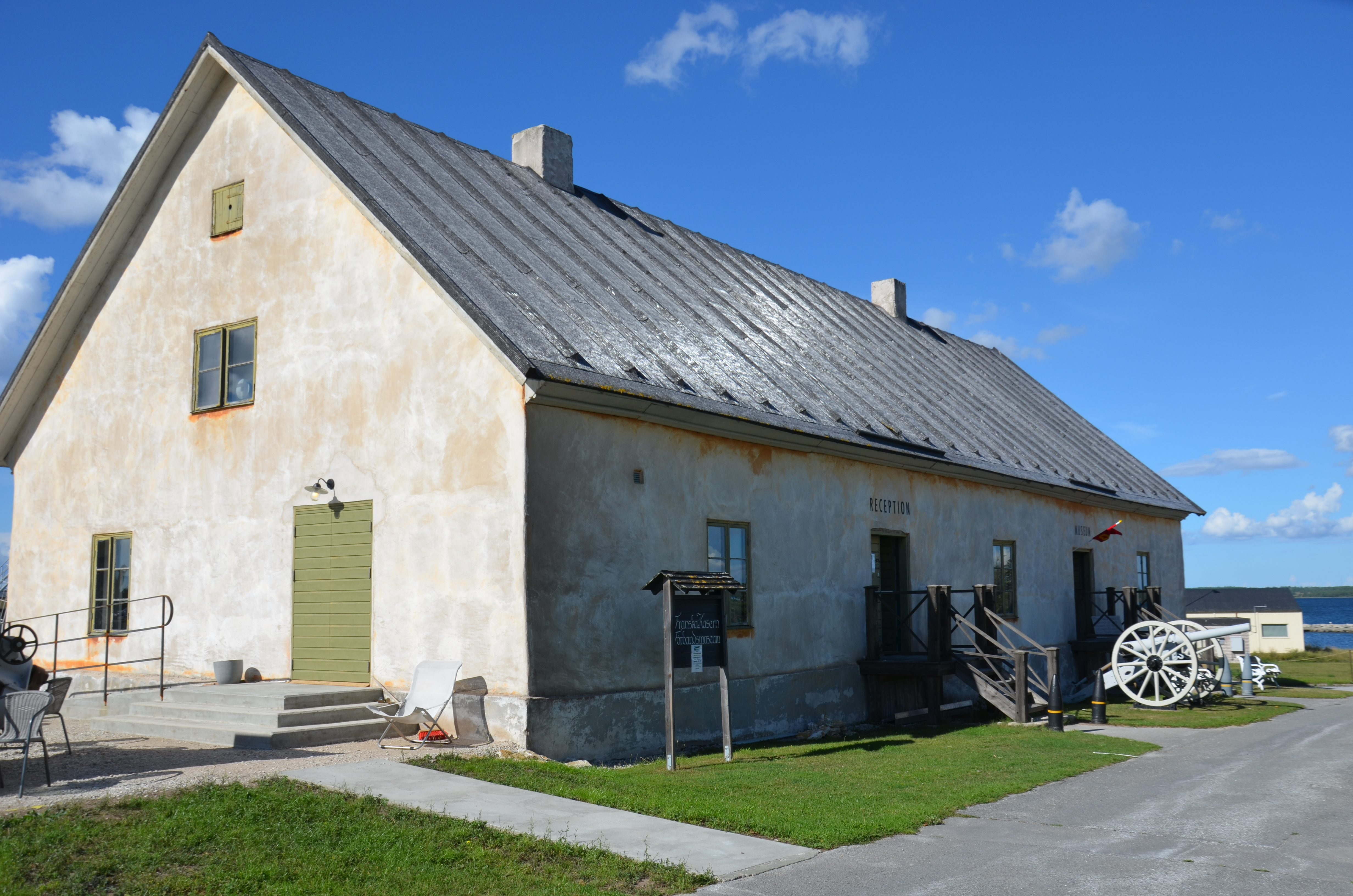
KA3 militärmuseum.
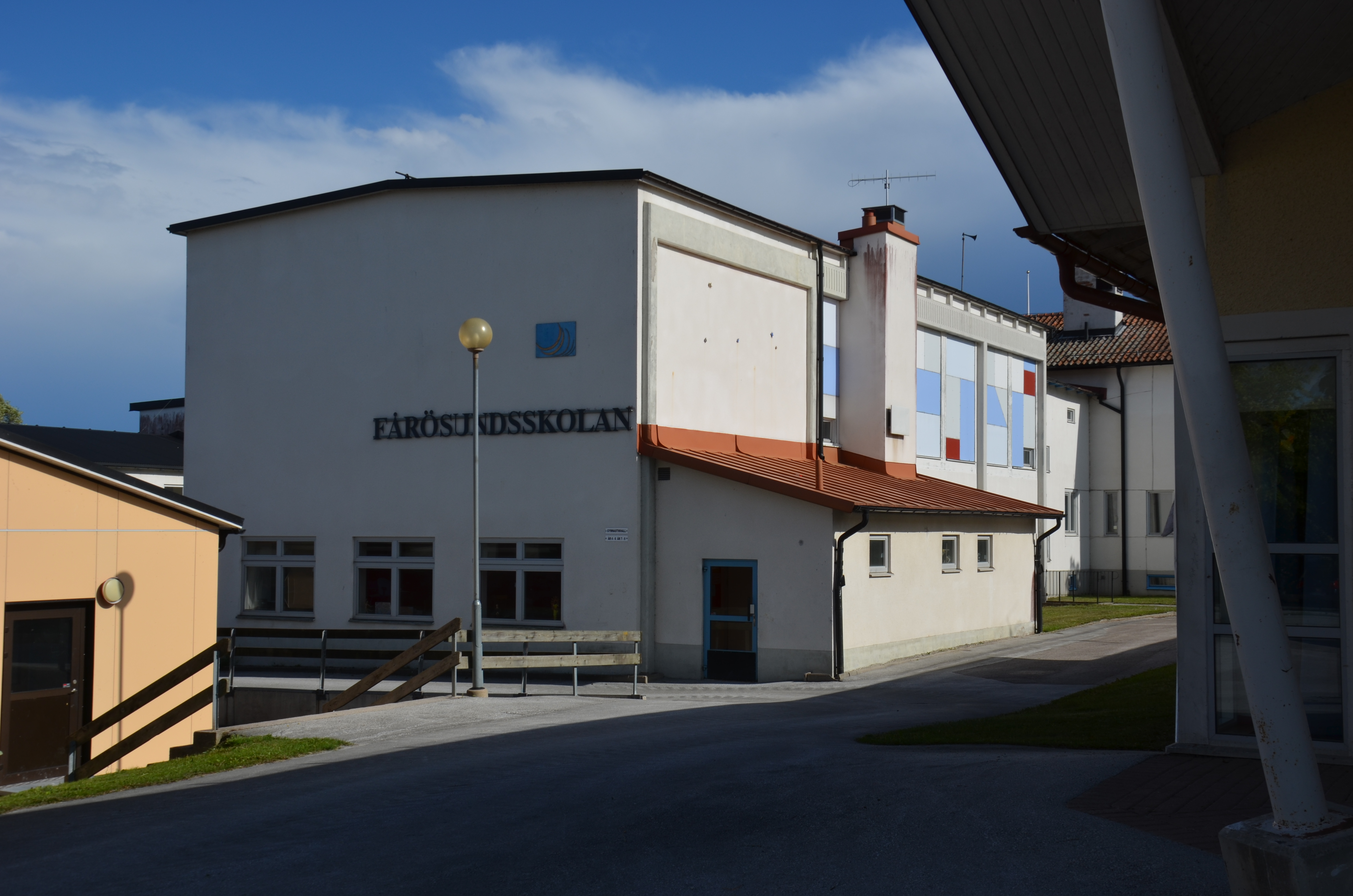
Fårösundsskolan.
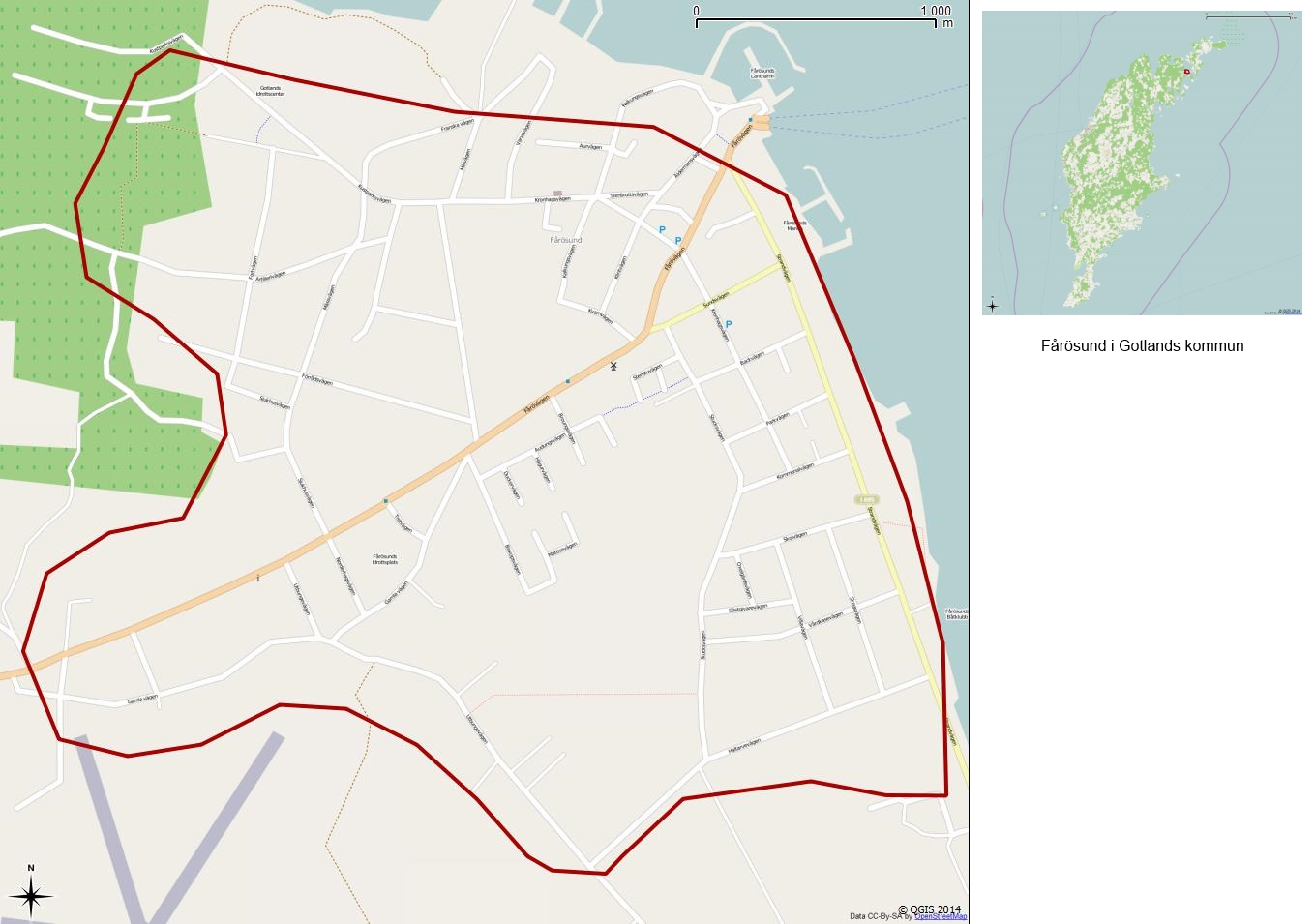
Tätorten Fårösunds avgränsning 1990.